# Platnickia elegans
Platnickia elegans là một loài nhện trong họ Zodariidae.
Loài này thuộc chi Platnickia. Platnickia elegans được Hercule Nicolet miêu tả năm 1849.